# Холокауст у Албанији
Холокауст у Албанији се састоји од убистава, депортације и злочина против човечности извршених против Јевреја, Словена, Рома и других мањина у Великој Албанији извршених од стране немачких, италијанских и албанско колаборационистичких снага, док је земља била под италијанском и немачком окупацијом за време Другог светског рата. Током рата скоро 2.000 Јевреја је тражило уточиште у Албанији. Највећи део ових јеврејски избеглица био је добро третиран од локалног албанског становништва, упркос чињеници да је земља била прво окупирана од стране фашистичке Италије , а затим од Нацистичке Немачке. Албанци су по традиционалном обичају гостопримства познатом као беса, често скривале јеврејске избеглице по планинским селима и транспортовали их на пристаништа на Јадранском мору, одакле су бежали у Италију. Други Јевреји су се прикључивали партизанском покрету широм земље.
За 500 Јевреја који су живели на Косову, искуство је било потпуно другачије, а многи и нису преживели рат. Након капитулације Италије септембра 1943. године, немачке снаге су окупирале Албанију, Косово и друге територије које су биле припојене тој земљи. Године 1944. формиран је албански одред Вафен-СС, који је хапсио и предао Немцима 281 Јевреја са Косова, који су након хапшења били депортовани у концентрациони логор Берген-Белзен, где је много њих убијено. Крајем 1944. године Немци бивају протерани из Албаније, а земља је постала комунистичка држава под руководством Енвера Хоџе. Истовремено региони које су Силе осовине припојили Албанији, Косово и Метохија и западни део Вардарске Македоније биле су ослобођене од стране југословенских партизана, након чега су ове територије биле инкорпиране у новоформирану ФНР Југославија.
Око 600 Јевреја било је убијено у Великој Албанији за време рата. Само Албанија изашла из рата са популацијом Јевреја једанаест пута веће него на почетку, бројећи око 1.800 људи. Већина њих је касније емигрирало у Израел, али неколико стотина је остало све до пада комунизма почетком 1990-их. Од 2011. године, 69 Албанаца је било признато као Праведни међу народима за улогу коју су одиграли при спасавању Јевреја за време Холокауста.

## Позадина
Према попису из 1930. године, у Албанији је било 34 Јевреја. Године 1937. јеврејска заједница која је тада бројала 300 људи, била је службено призната. С порастом нацизма, велики број немачких и аустријских Јевреја побегло је у Албанију, а албанска амбасада у Берлину је наставила да издаје визе Јеврејима до краја 1938. године, у време када ниједна друга европска држава није била спремна да уради тако нешто. Пре избијања Другог светског рата, већина Албанаца никада није имало контакт са Јеврејима због малог броја Јевреја у Албанији. Као резултат тога, антисемитизам је био скроз мало распострањен у Албанији, него у другим земљама. Пре рата, већина албанских Јевреја је живело на југу Албаније. Јеврејска заједница на Косову, у оквиру Краљевине Југославије, имала је око 500 људи.
Као најмање развијена земља у Европи, Албанија је прошла италијански економски и политички утицај током 1930-их година. Дана 25. марта 1939. године италијански диктатор Бенито Мусолини дао је албанском краљу Зогу I ултиматум да прихвати италијански војни протекторат над Албанијом. Краљ Зогу је одбио да прихвати италијански протекторат над Албанијом. Италијанске снаге су 7. априла 1939. напале Албанију, а краљ Зогу је био збачен са престола. Затим је поново успостављена албанска држава, али као протекторат Краљевине Италије, после чега је успостављен квислиншки режим на чијем челу је био један од највећих земљорадника у земљи, Шефкет Врелачи. Основана је Албанска национална скупштина, која је убрзо гласала за потпуну економску и политичку унију Албаније са Краљевине Италије на челу са италијанским краљом Виктором Емануелом III. Под руководством генерала Франческа Џакомонија, италијанска администрација је примењивала законе који су евидентирали јеврејску емиграцију у Албанији и мандатирали депортацију свих страних Јевреја у земљу.
Након месец дана италијанске окупације, формирана је Албанска фашистичка партија (алб. Partia Fashiste e Shqipërisë, скраћено PFSh). Након тога партија је донела законе које спречавају Јеврејима да се баве својим професијама и било им је забрањено школовање. Састављена од етничких Албанаца и Италијана који су живели у Албанији, партија је била као огранак Италијанске фашистичке партије, а чланови су морали да полажу заклетву да су лојални Мусолинију. Сви Албнаци који су служили италијанаксим окупаторима морали су да се придруже јединој легалној политичкој партији у земљи.
Како је напредовала у рату, Италија је трансформирала Краљевину Албанију у Велику Албанију, која је била протекторат Италије и у Великој Албанији, која је укључивала велики део Косова, целу Метохију и западни део Вардарске Македоније, ове територије су биле одвојене од Југославије након инвазија Сила осовина на краљевину Југославију. Косовски Албанци ентузијастички су поздрављали италијанску окупацију. Иако службено под италијанску власт, Албанци са Косова су контролисали тај регион и били су подстакнути да отворе албанске школе које су пре рата биле забрањиване од стране југословенских власти. Италијенске власти су им доделиле албанска држављанства и било им је дозвољено да користе албанску заставу. Италијани су имали стотине или хиљаде војника у Албанији и околним подручјима. Југословенски извори указују да је било око 20.000 италијанских војника и 5.000 италијанских официра и граничара на Косову и 12.000 војника и 5.000 полицајаца и граничара у западном делу Вардарске Македоније. Истовремено, италијанске војне власти су упозориле да ће за једног убијеног или рањеног италијанског војника бити стрељано најмање 10 људи у том региону.

## Холокауст

### 1939—1943
Након инвазије на Југославију, Јеврејска заједница у Албанији се повећала доласком Јевреја из Македоније и северне Србије, као и избеглица из Немачке, Аустрије и Пољске на Косово, у градовима: Приштина, Призрен и Урошевац. Избеглице нису доживеле прогон на нивоу који су Јевреји доживели на територији под контролом Немачке, јер су Италијани сматрали да су од економског значаја и „представници италијанских интереса у иностранству”. Ипак, Италијани су ухапсили око 150 јеврејских избеглица и траснпортовали их у град Берат у Албанији, где им је пружена прилика да раде за паре. Исто тако, било је ухапшено 192 Јевреја на италијанском пристаништу у Которском заливу, који су пребачени у нацистичким концентрационим логорима у Албанији 27. и 28. јула 1941. године, пре него што су пребачени у логоре у Италији. Чак 2.000 Јевреја тражило је уточиште у Албанији током рата.
Локално становништво у Албанији је било пријатељски настројено према јеврејским избеглицама, помагали су и штитили Јевреје. Многи су били транспортовани на албанске луке на Јадрану, одакле су могли да оду за Италију. Други Јевреји су се крили по планинским селима, док су се неки прикључили партизанском отпору широм земље. Албанским третман за Јевреје био је у складу са традиционалним албанским обичајем угостистељства (беса). И покрај тога, случајеви окрутности над Јеврејима јављају се у Албанији за време рата, а по неки Јевреји што су били шверцовани у земљу, били су убијени од стране Албанаца због накита и новца. Стотине Јевреја је добило лажне документе од албанских власти.
У јануару 1942. године, на Ванзејској конференцији, Немци су проценили да се у Албанији населило 200 Јевреја. Истог месеца јевреји су интернирали од стране Италијана у логор у Приштини. Иако су се плашили да ће бити предати Немцима, командант италијанског логора обећао им је да се то никада неће десити. Дана 14. марта 1942. године Италијани су блокирали логор и ухапсили Јевреје. Неке су предали Немцима, које су одвезли у концентарицони логор Сајмиште, у близи Београда, где су били убијени. А остали Јевреји су заједно са Србима, одведени у логор у Берату, где су остали заточени све до капитулације Италије. Процењује се да је око 500 Јевреја итерно боравило у логорима у Берат, Кроја и Кавај током италијанске окупације.

### 1943—1945
Кад се Италија предала савезницима у септембру 1943. године, сви концентраициони логори у Албанији били су распуштени. Убрзо након тога, Немци су напали и окупирали Албанију, а већина италијанских војника у Албанији се предала Немцима. У то време немачке снаге почеле су да нападају све Јевреје који су живели у Албанији и регионима у окупираној Југославији, са претежно албанским становништвом. Јеврејска заједница у западним областима Врдарске Македоније, која је остала нетакнута под италијанском окупацијом, била је мета, а неколико група јевреја послато је у логоре смрти. Њихова имања и предмети су касније преузеле многе организације, институције и приватне особе.
Немци су убрзо након окупације земље организовали албанску администрацију. Дана 15. септембра основан је Национални одбор Албаније, који је био задужен за контролу земље и био је на снази све док се није успоставила Скупштина, која је била призната од стране Немаца као званична влада земље 3. новембра 1943. године. Тада је за министра унутрашњих послова Албаније именован Џафер Дева. Дева је касније основао другу призренску лигу на Косову, која је прогласила светски рат против Словена, Цигана и Јевреја и настојала да створи етнички чисту Велику Албанију. Са новом администрацијом, Немци су затражили од албанских власти да им дају списак Јевреја који ће бити депортовани. Међутим, локалне власти нису се придржавале тога и чак су издавале лажне документе јеврејским породицима. Ситуација на Косову је била сасвим другачија. На Косову је Џафер Дева позивао косовске Албанце да се придруже Вафен-СС. Дана 1. маја 1944. године формирана је 21. дивизија Вафена под именом Скендербег. Ова дивизија је вршила терор над етничким Србима, али је велико етничко чишћење словенског становништва било прекинуто је доласком југословенских партизана. Дана 14. маја, припадници Скендербег дивизија извршила је напад на јеврејске домове у Приштини, ухапсили су 281 Јевреја, а потом их предали Немцима. Дана 23. јуна, 249 њих је било депортовано у концентрационални логор Берген-Белзен, где су већина њих били убијени.
Косовски Албанци су били мање гостољубиви према Јеврејима за разлику од својих суседа у Албанији. Због својих историјских искустава са Србима и Турцима, они су могли бити непријатељски настројени према локалним неалбанцима. Као резултат тога, много ентузијаста је помагало Немцима. Сматра се да су косовски Албанци су штитили Јевреје кад су Немци преузели територију коју су контролисали Италијани за време рата. Процењује се да је током рата убијено 210 Јевреја на Косову. У службеном извештају СФР Југославија, објављеном 1964. године, евидентирано је 74 јеврејских жртава рата у том региону. Око 600 Јевреја било је убијено у Албанији, Косову и другим територијама које су били под контролом Албаније за време рата. Око 177 њих је убијено у концентрационом логору Берген-Белзен. Нешто већи број, као и неколико стотина избеглица су скривани и преживели уз помоћ локалног албанског становништва.

## Последице
Од октобра до новембра 1944. године, југословенски партизани су уз подршку западних савезника и Совјетског Савеза и са снагама бугарског Отаџбинског фронта (ОФ) и две бригаде албанских партизана заузеле подручје Косова, када су се Немци повлачили. Област Косова је била у састав ФНР Југославије. Без шансе за победу, Немци су помагали албанским сарадницима да побегну из земље док су се комунисти приближавали. Многи нису успели да побегну и стрељани су од стране комуниста. 28. новембра 1944. године комунистичке снаге Енвера Хоџе су се у Албанију појавили као победници и ослободиоци. Хоџа је затим увео тоталитарну стаљинистчку владу која је забранила све религије у земљи.
Процењује се да је на крају Другог светског рата у Албанији било 1.800 Јевреја, једанаест пута више од броја Јевреја који су живели у Албанији 1939. године. Јеврејска заједница на Косову се од завршетка рата никада није у потпуности опоравила. Неколико Јевреја остало је на Косову, али многи су током комунистичке ере емигрирали у Израел. Слично томе, већина Јевреја у Албанији одлучила је да емигрира након увођења комунизма. Око 300 је остало у земљи до почетка 1990-их година. У званичном попису Албаније из 1989. године, регистровано је 73 Јевреја који су живели у Албанији. Након пада комунизма Албанија је ублажила ограничење религије и путовања у инострантво. Од децембра 1990. до јуна 1991. године, 350 албанских Јевреја је током операције „Летећи тепих” било исељено из Албаније у Израел. Већина од 60 преосталих Јевреја у Албанији отишла је 1997. године, кад је у Албанији почео грађански рат.
Године 2011. 69 Албанаца било је признато од стране Јада Вашем као „праведници међу народима” због њихове улоге у помагању Јеврејима у Албанији да преживе Холокауст. Једини јавни простор у Албанији посвећен холокаусту је мали приказ у Националном музеју у Тирани. Састављен од фотографија, текстова, мапи и документа из времена Другог светског рата, био је отворен 29. новембра 2004. године.